# Ivart meghatározó X0 rendszer
Az ivart meghatározó X0 rendszer egy ivart meghatározó rendszer, ami a tücsköknél, szöcskéknél, csótányoknál és néhány más ízeltlábú állatnál található meg.
Ebben a rendszerbem egyetlen fajta ivari kromoszóma van, amit X-szel jelölnek. A hímeknek egy X-kromoszómájuk van (X0), a nőstényeknek kettő (XX). A „0” (néha „O”) a második ivari kromoszóma hiányát jelképezi. A nőstény gamétákban mindig van X-kromoszóma, így az utód nemét a hím határozza meg. A hím sperma egyetlen X-kromoszómát tartalmaz, vagy nem tartalmaz ivari kromoszómát egyáltalán.
A rendszer egyik variációjában a két ivari kromoszómával (XX) rendelkező állatok hermafroditák, az egy ivari kromoszómások (X0) pedig hímek. A variáció modellszervezete a Caenorhabditis elegans, a biológiai kutatásokban gyakran használt fonálféreg.

## Lásd még
- X-kromoszóma
- Y-kromoszóma
- Kromoszóma
- Ivart meghatározó rendszer
  - Ivart meghatározó XY rendszer
  - Ivart meghatározó ZW rendszer
  - Ivart meghatározó haploid-diploid rendszer